# Distretto di Barranca (Loreto)
Il distretto di Barranca è uno dei sei distretti della provincia di Datem del Marañón, in Perù. Si trova nella regione di Loreto e si estende su una superficie di 6.888,18 chilometri quadrati.
Istituito il 26 ottobre 1886, ha per capitale la città di San Lorenzo.